# Wissenschaftliche Hilfskraft (BGH)
Wissenschaftliche Hilfskraft (umgangssprachlich Hiwi; als Begriff ist „Hiwi“ aufgrund seiner Etymologie jedoch umstritten) ist ein wissenschaftlicher Mitarbeiter (wissenschaftliche Hilfskraft) beim Bundesgerichtshof. Der Gesetzgeber bezeichnet diesen Personenkreis als wissenschaftliche Hilfskräfte, § 193 Abs. 1 des Gerichtsverfassungsgesetzes.

## Aufgaben
Wissenschaftliche Hilfskräfte sind in der Regel Richter oder Staatsanwälte, die mit ihrem Einverständnis für einen bestimmten Zeitraum von meist 3 Jahren abgeordnet werden. Die Aufgaben der Hiwis bestehen darin, in ausgewählten Fällen den Bundesrichtern den Streitstoff der Fälle aufzubereiten, zu Rechtsprechung und Literatur Material zu beschaffen sowie einen – Vorvotum genannten – Entscheidungsentwurf vorzulegen.